# Панір тікка
Панір тікка — індійська страва, її готують із шматків паніру, маринують у спеціях, а потім смажать на грилі в тандирі. Це вегетаріанська страва, яка є альтернативою курячому тікка та іншим м’ясним стравам. Панір тікка широко доступне в Індії та країнах з індійською діаспорою.

## Підготовка
Шматочки паніру,  маринуються у спеціях, а потім нанизуються на паличку з стручковим стручком, помідорами та цибулею. Нанизані палички готують на грилі в тандирі. Панір тікку заправляють лимонним соком та чаат-масалою і подають гарячим. До нього додається салат. Страви Тікка традиційно добре поєднуються з м’ятним чатні.

## Варіації
Панір тікка масала  подається з соусом. Рулон з панір-тікка подають з обгортанням, для цього панір-тікку загортають в індійський хліб і подають до столу. Варіант панір тікка також готують, як шашлик.
Є кілька варіантів, наприклад, кашмірський панір тікка, де панір фарширується подрібненим мигдалем і смажиться на грилі; в китайській кухні панір тікка масала чау майн  і доса, фарширована паніром тікка.
Міжнародні мережі фаст-фуду в Індії також включили в своє меню панір-тікку. Вони додають панір тіку  до  піци , або пропонують  бутерброд з панір тіккою. Макдональдс,  Торгова марка картопляних чипсів ITC Bingo, компанія  Nestle «s Maggi - використовують різноманітні панір тікки. Багато компаній пропонують суміші спецій та готові до вживання різні варіанти панір тікка.

## Галерея

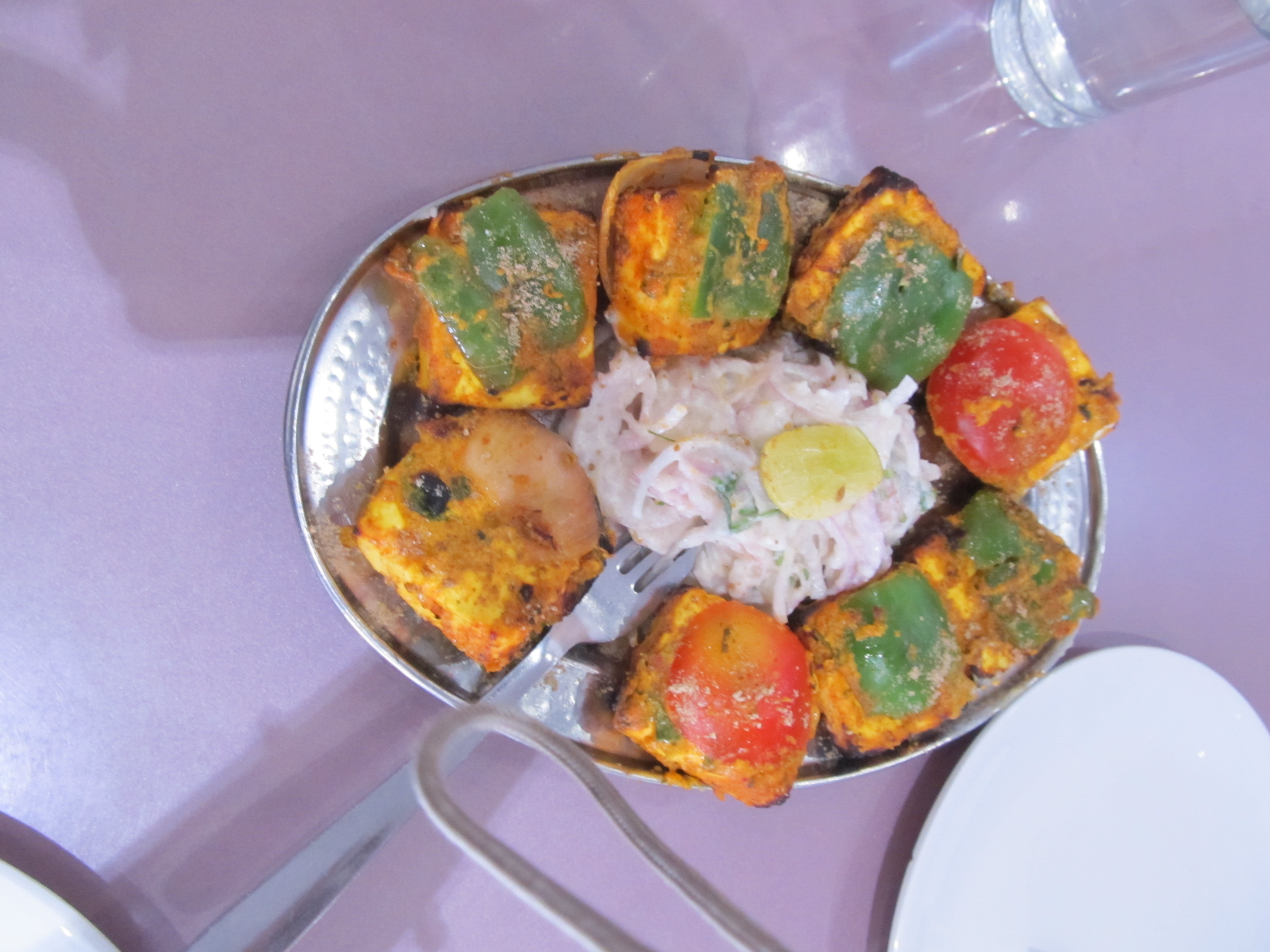
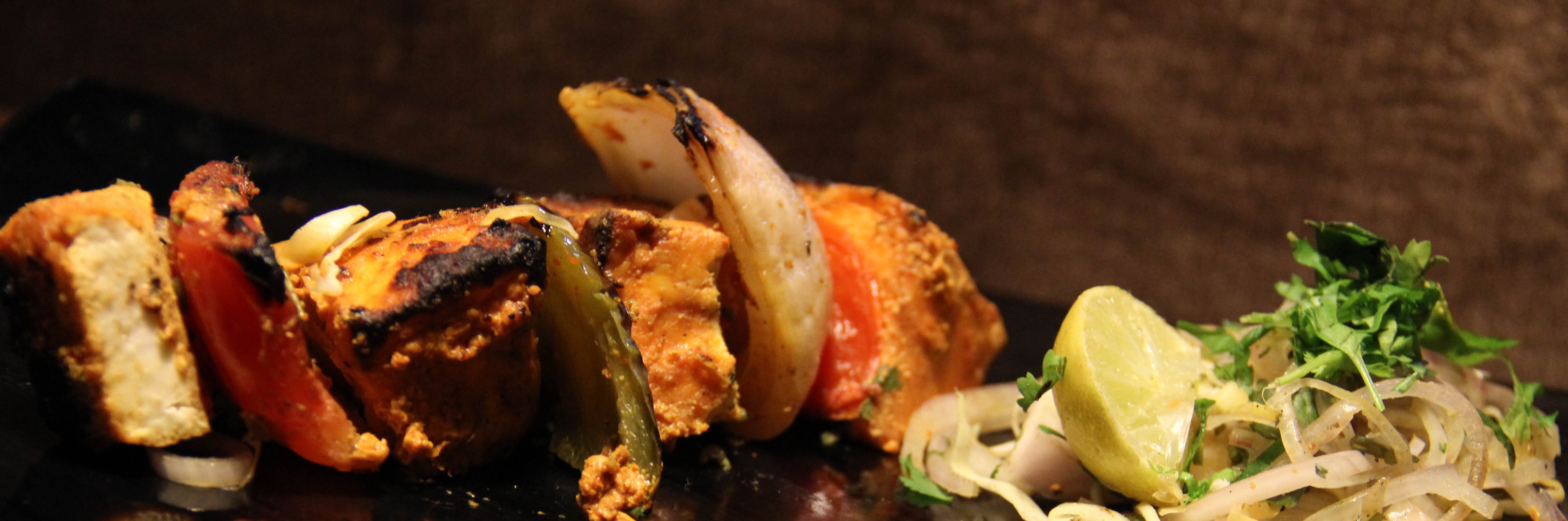
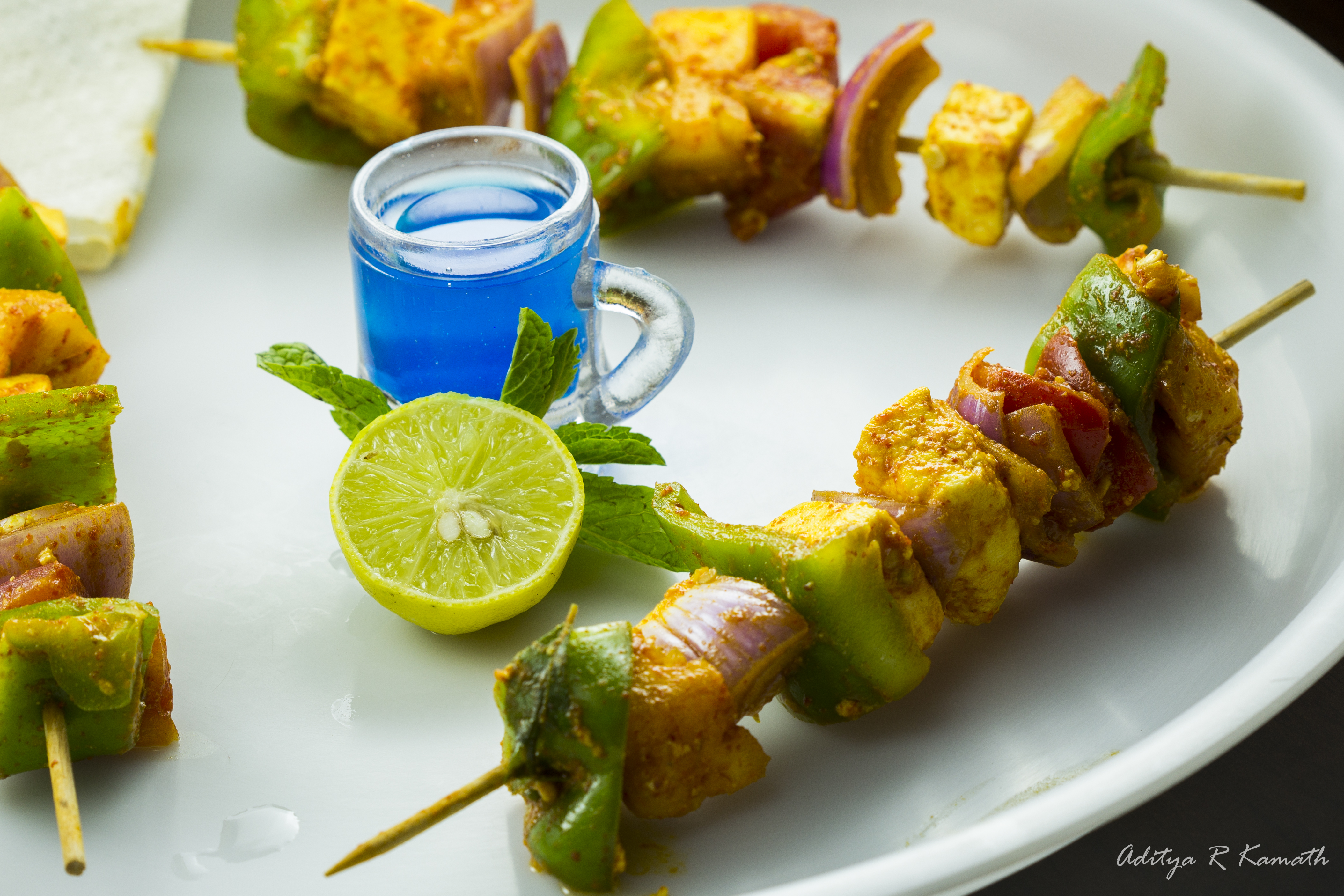
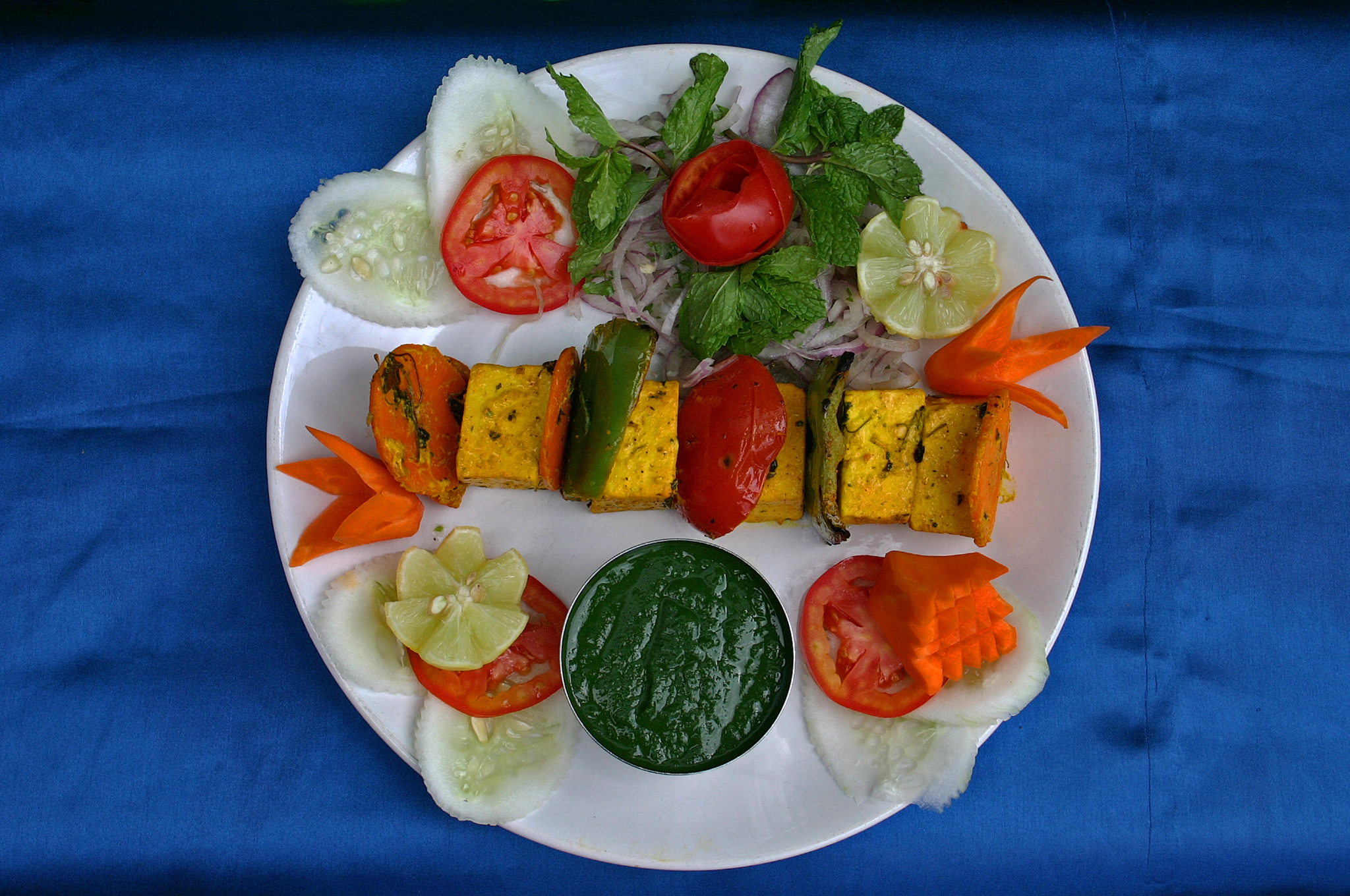
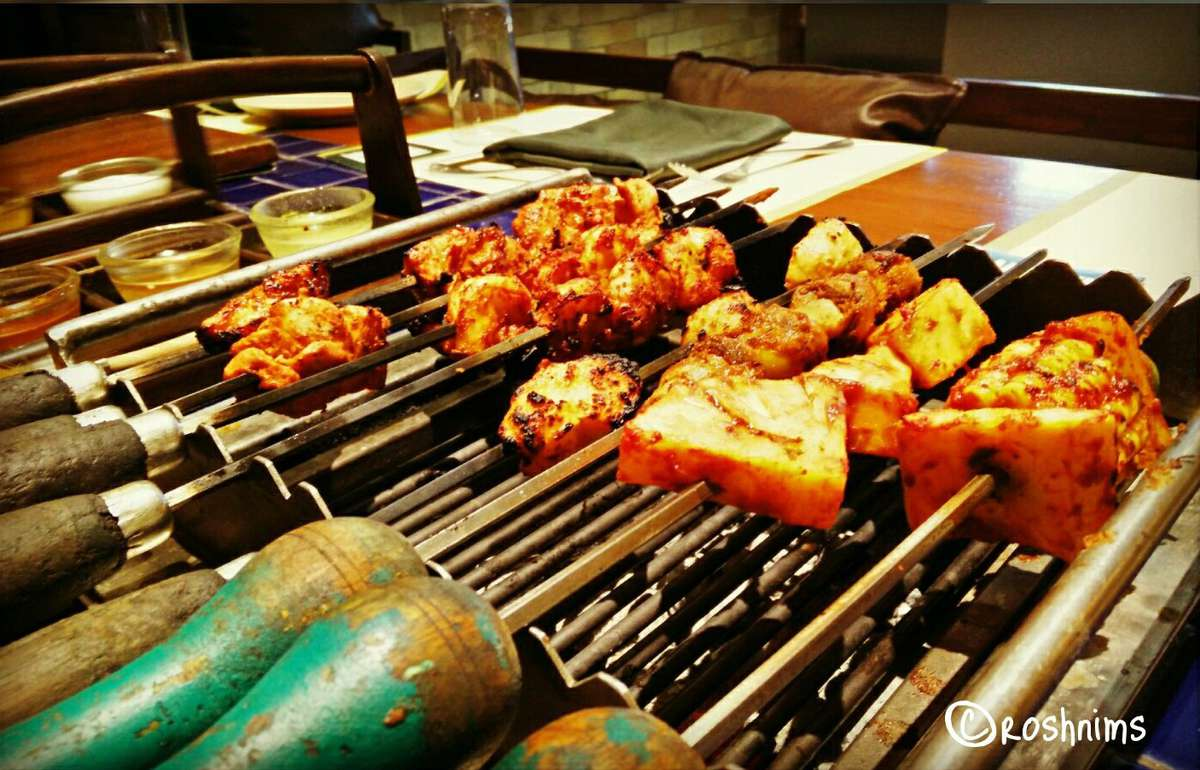
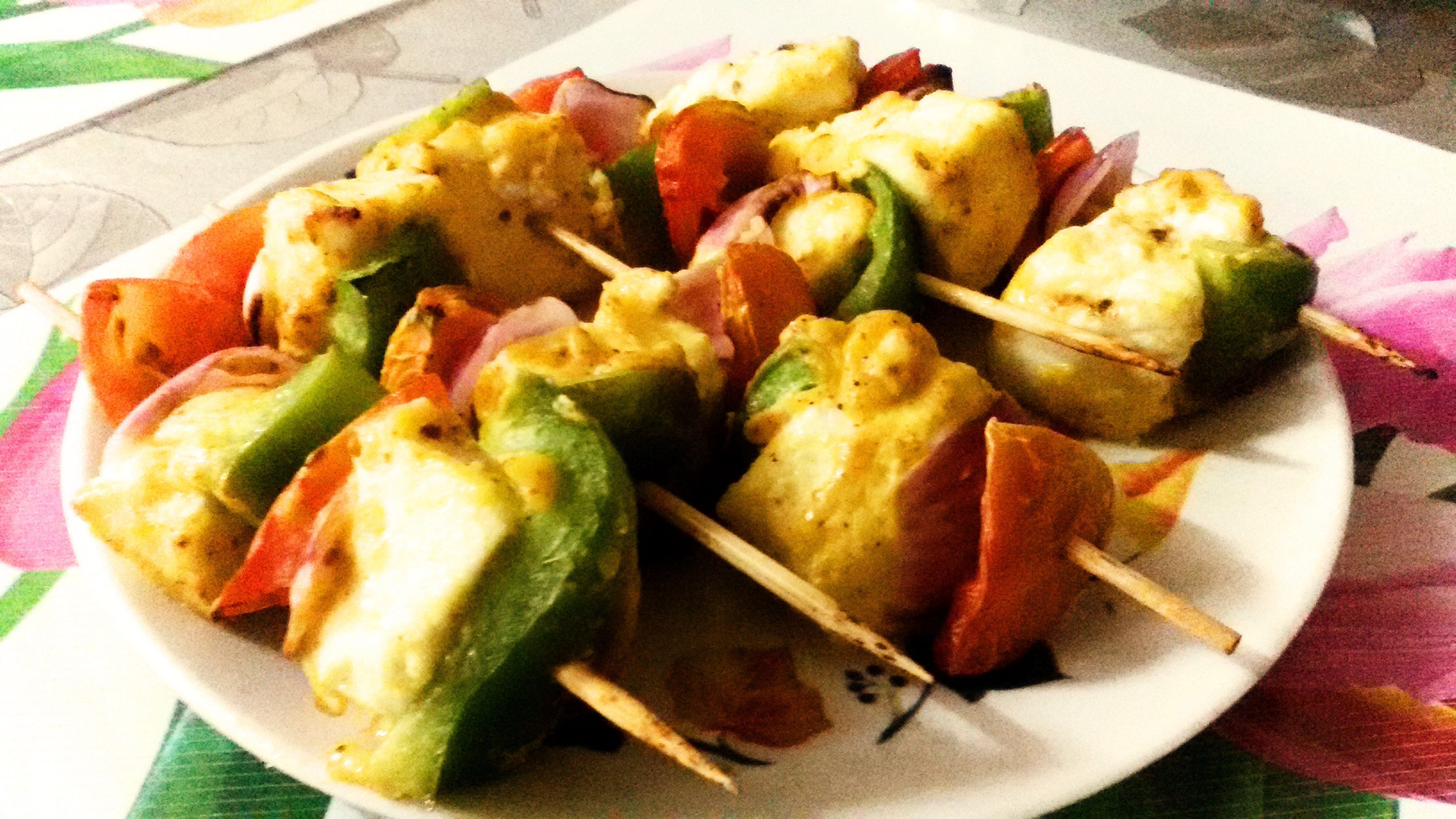
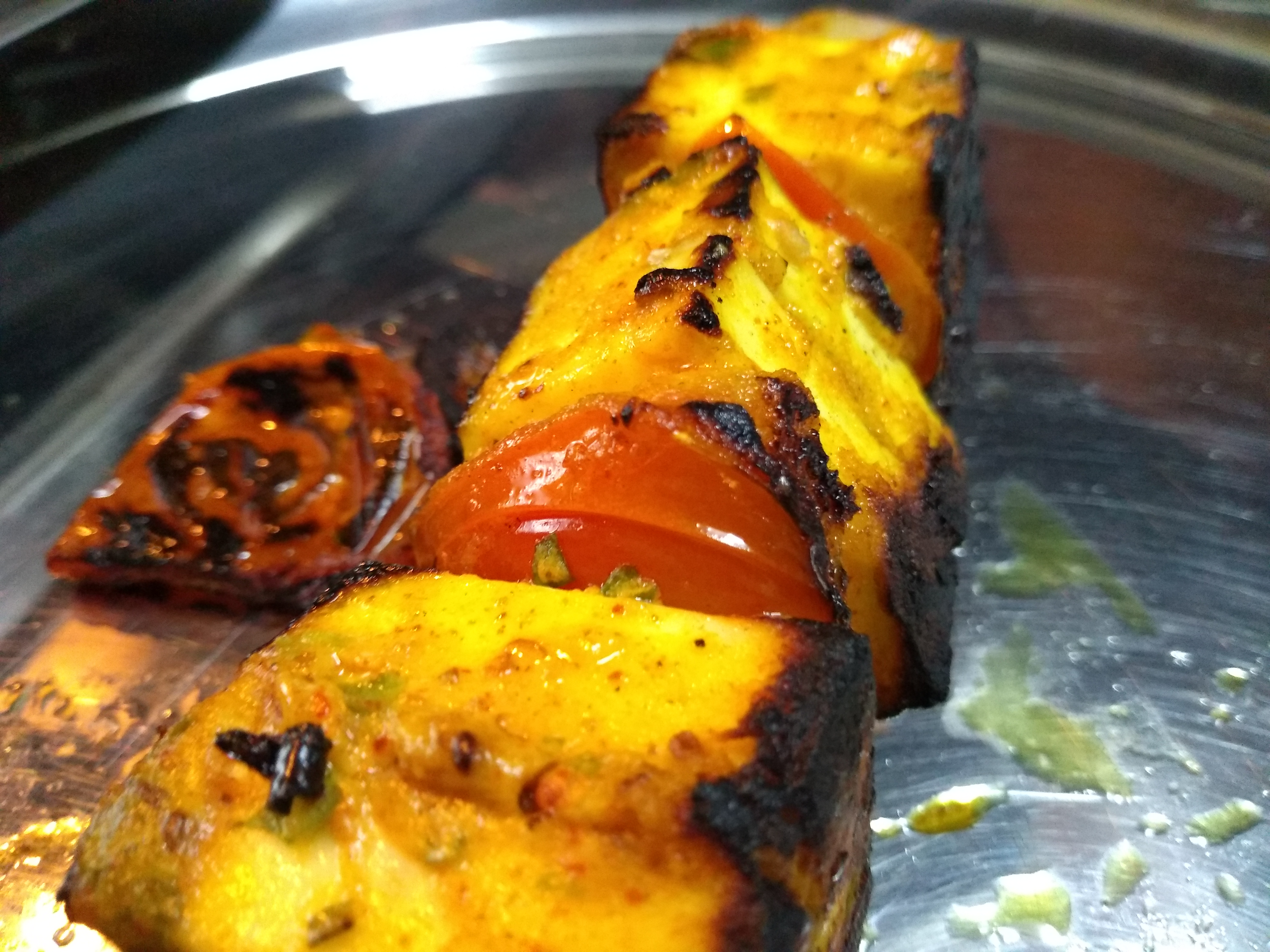
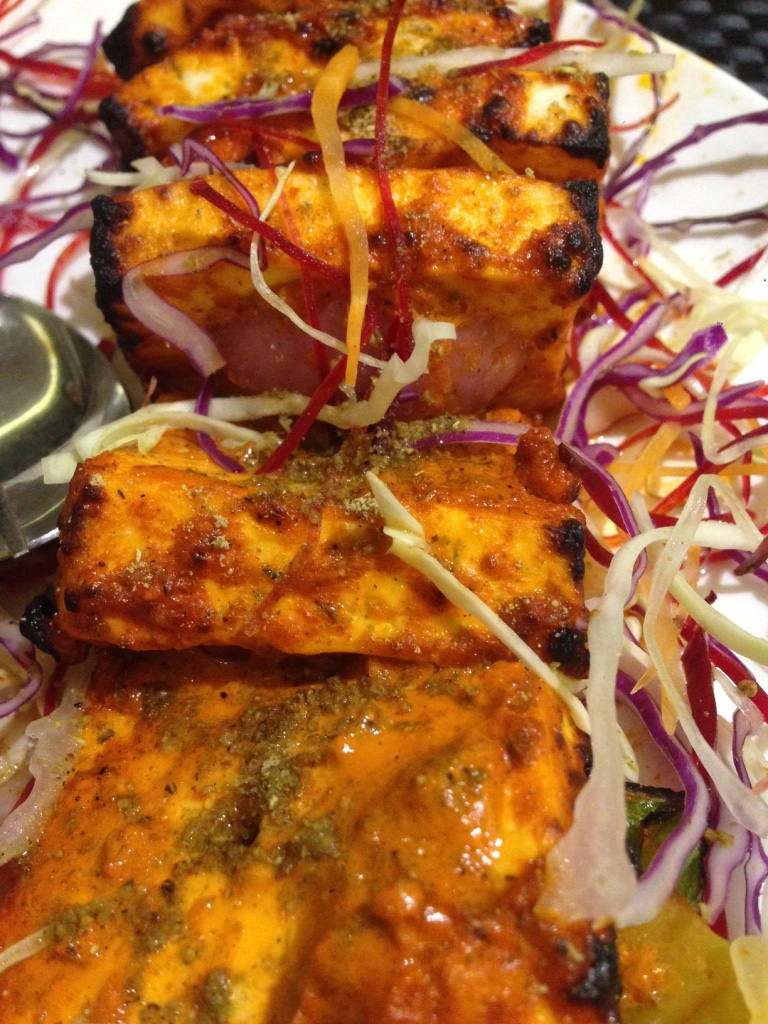
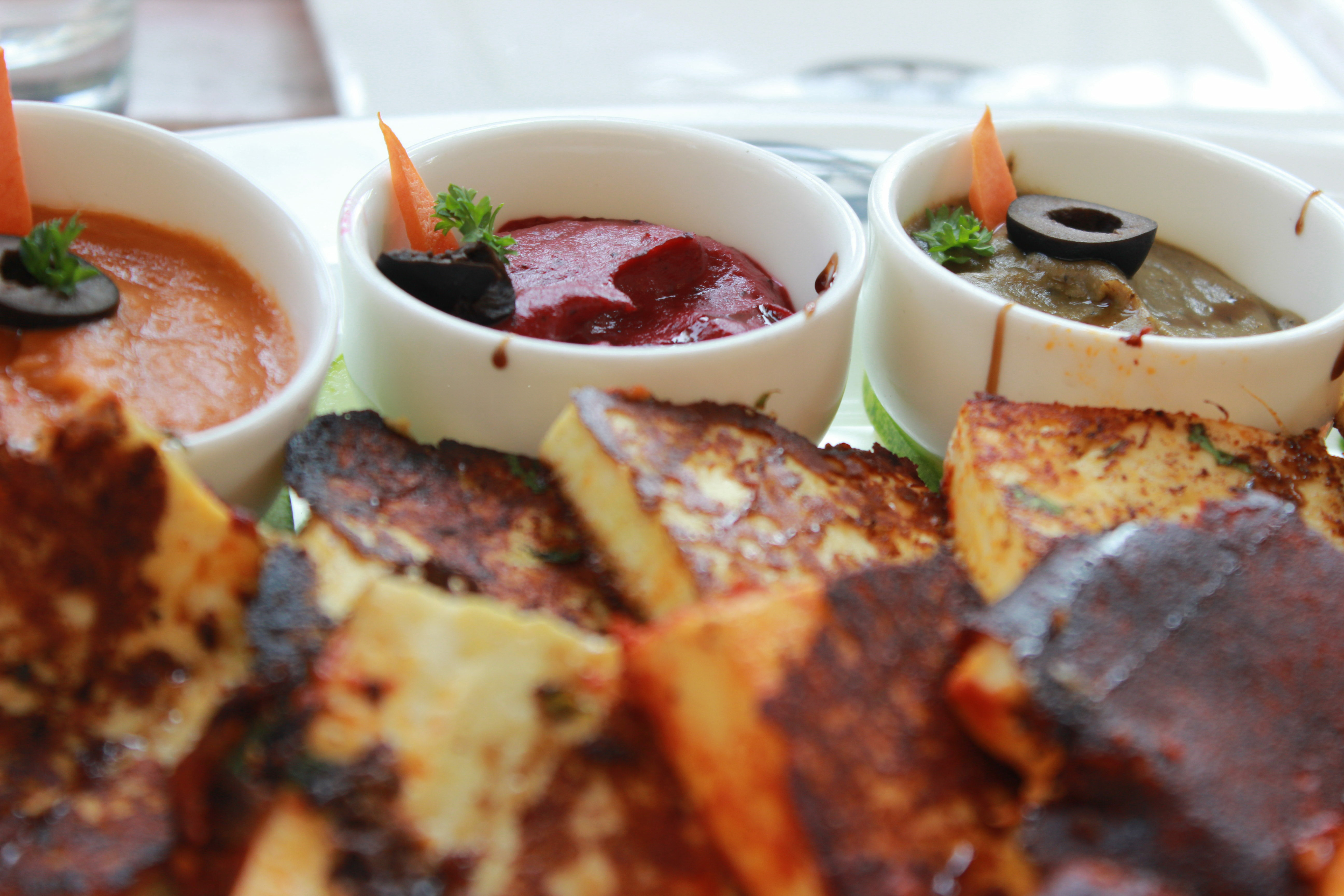
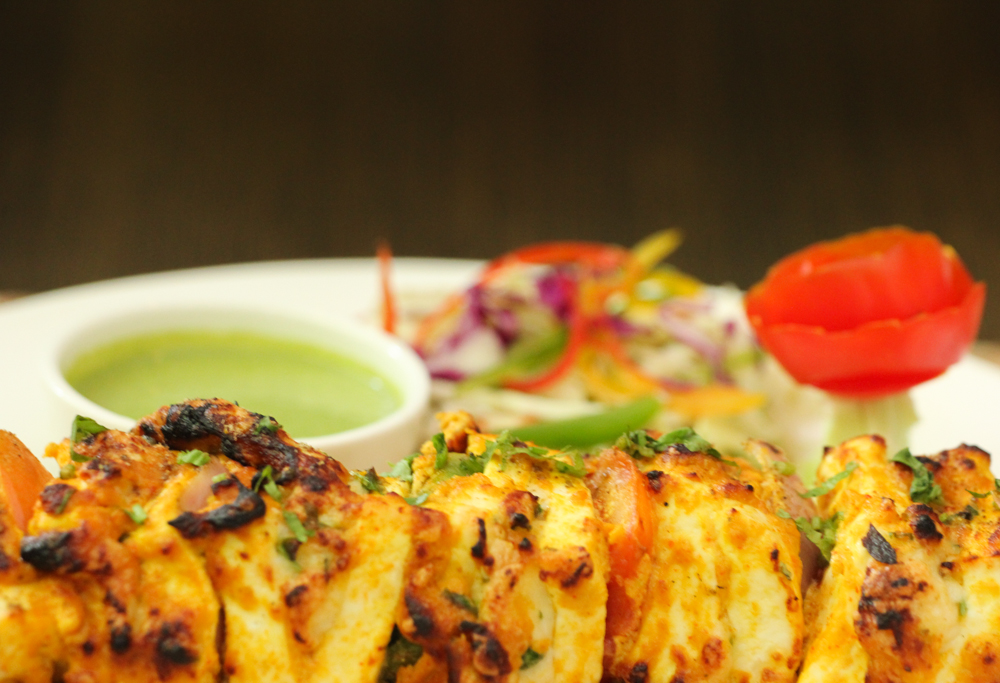
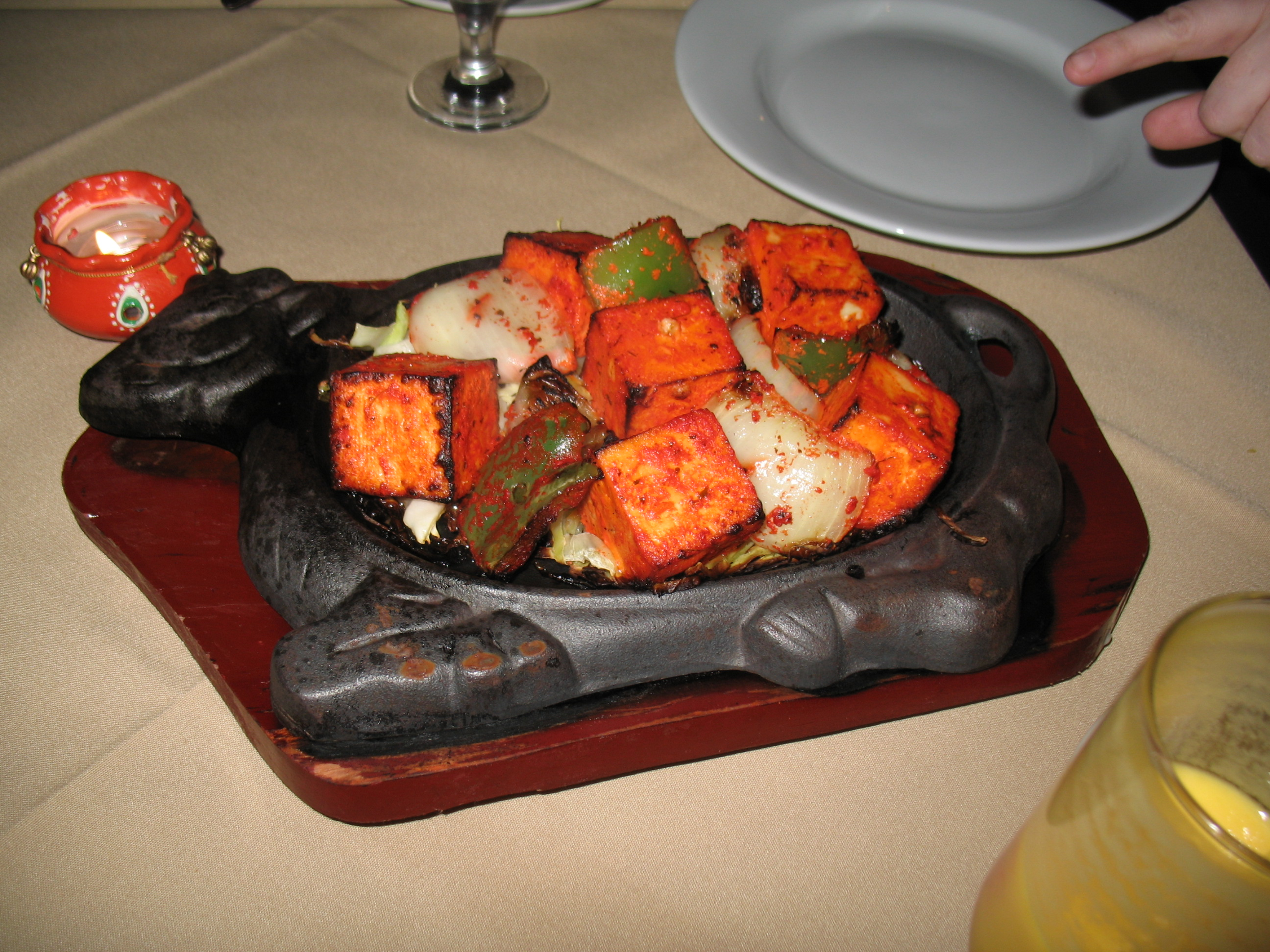